# El ascenso
El ascenso est une bande dessinée espagnole illustrée par Francisco Ibáñez, appartenant à la franchise Mortadel et Filémon, éditée en 1983.

## Synopsis
À la suite d'un attentat à la bombe, le poste de directeur général de l'antenne de Cincinnati de la T.I.A. est devenu vacant. Pour choisir l'agent qui occupera le poste (au début, aucun agent ne s'inscrit, mais tous changent d'avis dès qu'on leur annonce que leur salaire sera triplé), la T.I.A. distribuera des points pour la réalisation de services, principalement la capture de malfrats, et l'agent qui obtiendra le plus de points sera celui qui obtiendra la promotion à la fin.
Mortadel et Filémon feront de leur mieux pour obtenir cette promotion, en arrêtant des criminels dont la valeur en points est très élevée, et en de nombreuses occasions ils seront confrontés à des collègues tels que le Super, Pr Bacterio ou Ofelia, mais à chaque fois, d'une manière ou d'une autre, c'est l'agent Migájez qui réussit à obtenir le criminel et les points.
Finalement, la veille de la désignation du vainqueur, Migájez se fait voler tous ses points. Après avoir poursuivi Ofelia, croyant qu'elle avait les points, il s'avère que c'est Bacterio qui les a volés, et Mortadel et Filémon les lui reprennent. Mais finalement, tout n'est pas aussi rose que prévu : leur salaire triplé est de 900 dollars, et l'appartement dans lequel ils doivent vivre coûte 897 dollars, ce qui fait que les deux agents vivent comme des indigents dans la ville de Cincinnati.